# Harewood House
Harewood House (ˈhɑː(r)wʊd) è una dimora storica di campagna del Regno Unito situata nella località omonima, a circa 10 chilometri dalla città inglese di Leeds (West Yorkshire).
La sua edificazione risale al XVIII secolo ma ha assunto, dopo le modifiche apportate nell'Ottocento, un aspetto stile neoclassico.
Per completare la lussuosa magione - realizzata su progetto dell'architetto John Carr poi rivisto da Robert Adam e costata 37 000 sterline dell'epoca - occorsero circa dodici anni, dal 1759 al 1772. Committenti di quella che doveva divenire la dimora dell'Earl of Harewood - il conte di Harewood - furono i mercanti Henry ed Edwin Lascelles, rispettivamente padre e figlio.

## Storia
Henry Lascelles (1690-1753) aveva fatto fortuna nelle prime decadi del Settecento alle Barbados. Esattore di dogana, affiancava a questa attività il commercio di canna da zucchero e la tratta degli schiavi dall'Africa. Il figlio Edwin (1712 - 1795) nacque nei Caraibi nello stesso anno in cui il padre giunse nello stato caraibico. Nel 1734 la famiglia Lascelles fece ritorno in Inghilterra e, forte della fortuna accumulata, decise di entrare a far parte dell'aristocrazia terriera, la landed gentry britannica.
Fu così che venne acquistata nel 1739 per 63 000 sterline la tenuta di Harewood, ovvero il terreno su cui sorgeva una precedente costruzione, con l'intento di edificarne sui resti una dimora che fosse in grado di elevare lo status sociale della famiglia. Alla sua morte, Henry Lascelles non aveva ottenuto il titolo nobiliare di Earl of Harwood (che sarebbe stato assegnato ai Lascelles solo in seguito) - ma semplicemente quello di Esquire.

## Casa museo

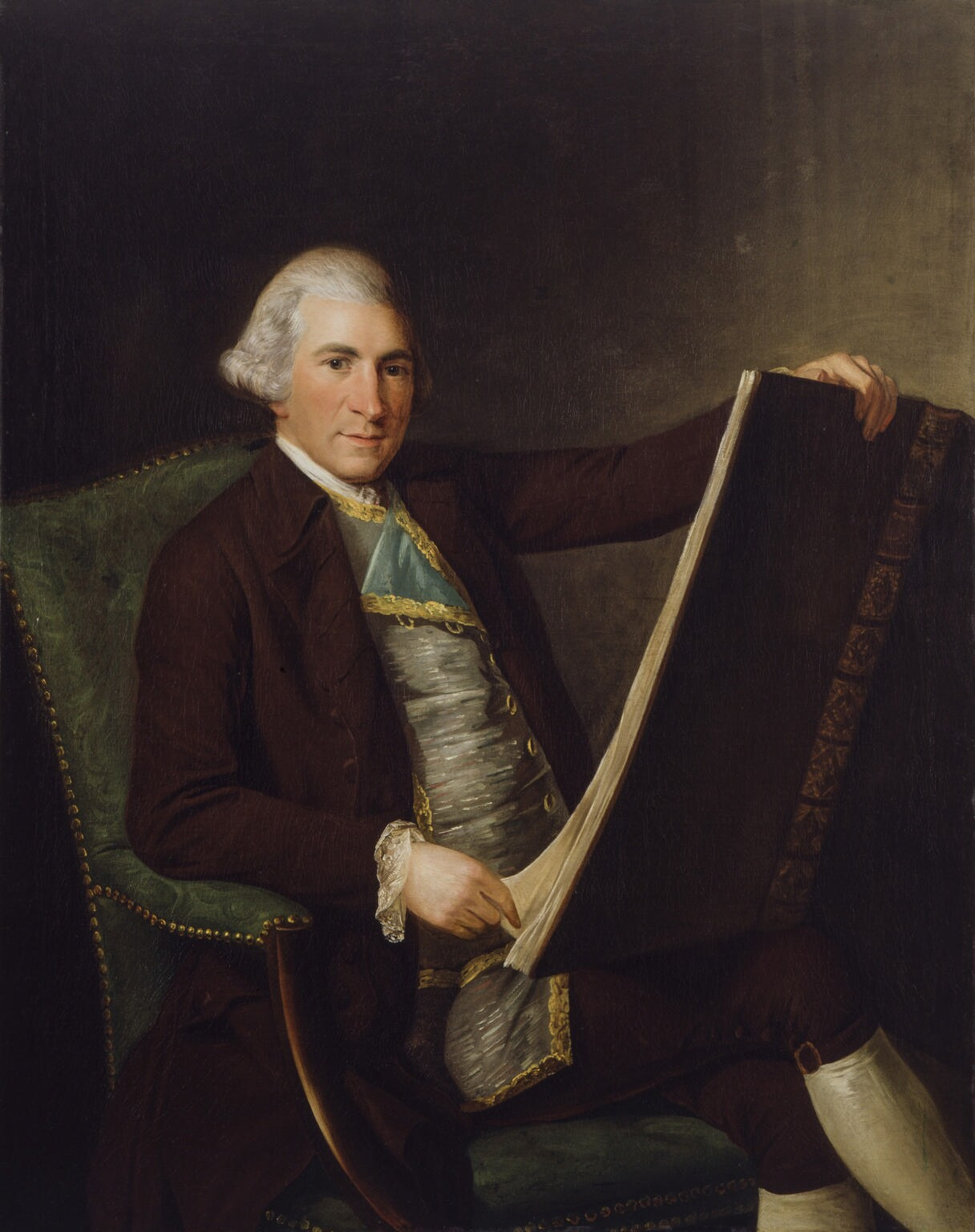
L'architetto scozzese Robert Adam.

Fra i mobili preparati da Thomas Chippendale per Harewood House figura anche, oltre allo State bed (il letto a baldacchino che costituisce uno dei suoi capolavori), una commode che prende il nome Commode di Diana e Minerva e che costituisce uno dei pezzi di maggior prestigio della dimora inglese. Il cassettone, di stile neoclassico, fu confezionato come mobile di figura e non per uso quotidiano. Fu realizzato da Chippendale nel 1773, sei anni prima della sua morte, e costò 86 sterline, un prezzo per l'epoca esorbitante. La commode - che prende il nome dalle due figure mitologiche che appaiono nei tondi che la ornano, posti sugli stipi laterali - fu realizzata con l'uso di ornamenti antichi intarsiati di vari legni pregiati.
Gran parte degli arredi di Harewood House, trasformata in casa museo dalla fine del XX secolo, furono disegnati dal famoso ebanista Thomas Chippendale, che dedicò parecchi anni a quest'opera, mentre il paesaggista ed architetto britannico Lancelot "Capability" Brown si occupò della realizzazione dei coreografici giardini.
Ad essi, nel 1844, Sir Charles Barry, chiamato dai proprietari Henry Lascelles, terzo conte di Harewood, e dalla moglie Lady Louisa, ad adeguare la tenuta al gusto dell'epoca, aggiunse un'ulteriore grande terrazza affacciata sul parco circostante. Barry non si limitò ad intervenire sulla parte esterna, ma alterò il décor di Adam mutando la funzione di alcuni ambienti e con l'aggiunta di un piano.
Le parti visitabili dopo il restauro dell'edificio - iniziato a partire dal 1929 e interrotto solo in occasione della seconda guerra mondiale - sono:
- l'atrio di ingresso, con al centro la statua del 1939 Adamo di Jacob Epstein; nel XIX secolo questo vano era adibito a salotto.
- due delle tre biblioteche, fra cui la biblioteca spagnola (l'aggettivo deriva dai cuoi iberici del XVI secolo che rivestono le pareti, vano un tempo adibita a salotto della vicina State bedroom .
- la State bedroom, che contiene uno dei capolavori di Thomas Chippendale, ovvero un letto a baldacchino che nell'Ottocento fu smontato e riposto in una cantina; per il suo restauro sono occorsi 15 anni e 200 000 sterline.
- la Sala da pranzo, completamente riformata dalle ristrutturazioni di epoca vittoriana
- il Salotto giallo, adornato di specchi Chippendale in legno dorato
- il Salotto cannella, che contiene la quadreria di famiglia, con tele di Gainsborough, Romney e Reynolds, autore di un ritratto del figlio del fondatore della casa, Edwin Lascelles.
- la Sala della musica
- la Galleria, che corre lungo tutto il fianco ovest e mantiene l'aspetto originario. Misura 23 metri di lunghezza, 7,5 di larghezza e 6,5 di altezza. Fu completata nel 1772 ed è riconosciuta[1] come il "pezzo di bravura" di Robert Adam. Alla sua realizzazione collaborò con propri dipinti al soffitto anche l'italiano Biagio Rebecca. Finti drappeggi in legno intagliato color cremisi e oro situati sopra le finestre sono ancora opera di Chippendale.

La Galleria contiene preziose opere d'arte fra cui dipinti di Tiziano Vecellio (Studio per ritratto di Francesco I), Giovanni Bellini (Madonna col Bambino e donatore), El Greco (Allegoria), Veronese (Ritratto di gentiluomo), Cima da Conegliano (San Girolamo nel deserto).

## La Chiesa di Ognissanti
Annessa alla dimora, poco distante dall'ingresso e nascosta fra gli alberi, visibile prettamente per la piccola torre che la affianca, sorge la chiesa di Ognissanti, edificata nel XV secolo. Contiene le tombe in alabastro degli antichi residenti, raffigurati in armatura o con ricche vesti. Una piastra commemora il sesto conte di Harewood e la moglie, la principessa reale Mary, contessa di Harewood, figlia del re Giorgio V d'Inghilterra, qui sepolti.

## Harewood House oggi

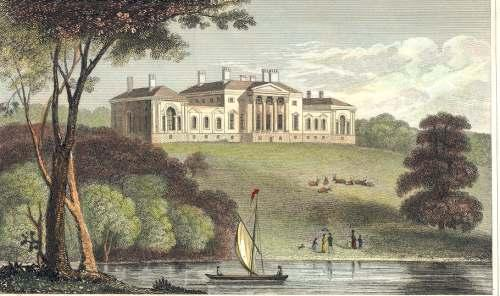
Harewood House raffigurata in A Complete History of the County of York di Thomas Allen (1828–30): si nota la dimora prima delle modifiche ai prospetti attuate dall'architetto Barry e prima dell'edificazione di padiglioni aggiuntivi. Per realizzare la residenza occorsero tredici anni e una spesa di 37.000 sterline, a cui vanno aggiunti nove anni ed un costo di 6.000 sterline per la sistemazione delle aree all'aperto.

Fra gli altri artisti che si interessarono ad Harewood House figura Thomas Girtin il quale dimorò nella casa diverso tempo, dipingendo nelle varie stanze ma anche lungo la campagna circostante e i vicini panorami, fra cui quello delle Plumpton Rocks, al tempo facenti parte dell'Harewood Estate, ovvero il complesso nel suo insieme, costruzione, palazzine adiacenti e parco.
Harewood house ha avuto nel corso del tempo numerosi visitatori interessati alla sua architettura e alle collezioni di dipinti ivi contenute. La prima guida ufficiale della dimora fu pubblicato ad inizio del XIX secolo.
È tutt'oggi residenza della famiglia Lascelles. George Lascelles, settimo conte di Harewood, è figlio di Mary di Windsor, Principessa Reale e Contessa di Harewood, figlia a sua volta di Giorgio V d'Inghilterra e della regina Mary di Teck.
La gestione dell'Harewood Estate è stato affidato ad un'apposita organizzazione, la Harewood House Trust, che cura l'apertura al pubblico della Harewood House per buona parte dell'anno.
Harewood ha vinto, in proposito, il premio nazionale Excellence in England come luogo di maggiore attrazione turistica per il 2003 ed è una delle maggiori attrazioni turistiche dello Yorkshire. In essa i visitatori possono ammirare le bellezze delle diverse sale che compongono la dimora ma anche il parco e i giardini che circondano la residenza e che dal 2007 dispongono di un planetario, lo Yorkshire Planetarium, il primo istituito nella regione, di un bird garden e di un giardino himalayano con una cascata che trasporta le acque del lago Harewood fino agli orti situati oltre le siepi ed i boschi.
Il palazzo di Harewood - che fu usato come sede di convalescenza per i feriti della prima e della seconda guerra mondiale - è classificato monumento di I grado (alcune parti di Grado II e Grado II*) e fa parte del consorzio "Treasure Houses of England", fondato negli anni settanta, per la tutela di nove fra le maggiori magioni d'Inghilterra.
Gli archivi della famiglia Lascelles e dell'Harewood Estate sono conservati allo West Yorkshire Archive Service di Leeds.
Harewood House è collegata a Leeds attraverso la Leeds Country Way, che transita poco a sud della casa e del vicino lago.